# European Challenge Cup 2013-14
La European Rugby Challenge Cup 2013-2014 fue la décima octava temporada  de la European Rugby Challenge Cup, la segunda competición de rugby union por clubes de los países integrantes del Torneo de las Seis Naciones, y algún que otro participante de otros países.

## Fase de grupos

### Grupo 1
| Team               | PJ | PG | PE | PP | TF  | TC  | Dif | EF | EC | BO | BD | Pts |
| ------------------ | -- | -- | -- | -- | --- | --- | --- | -- | -- | -- | -- | --- |
| Sale Sharks (4)    | 6  | 5  | 0  | 1  | 155 | 65  | +90 | 18 | 7  | 2  | 1  | 23  |
| Biarritz Olympique | 6  | 3  | 0  | 3  | 119 | 116 | +3  | 16 | 12 | 2  | 2  | 16  |
| Oyonnax            | 6  | 2  | 1  | 3  | 86  | 142 | −56 | 9  | 17 | 1  | 1  | 12  |
| Worcester Warriors | 6  | 1  | 1  | 4  | 87  | 124 | −37 | 9  | 16 | 0  | 1  | 7   |

### Grupo 2
| Team            | PJ | PG | PE | PP | TF  | TC  | Dif  | EF | EC | BO | BD | Pts |
| --------------- | -- | -- | -- | -- | --- | --- | ---- | -- | -- | -- | -- | --- |
| Bath (1)        | 6  | 6  | 0  | 0  | 243 | 50  | +193 | 34 | 4  | 4  | 0  | 28  |
| Newport Dragons | 6  | 3  | 0  | 3  | 150 | 132 | +18  | 17 | 13 | 2  | 0  | 14  |
| Bordeaux-Bègles | 6  | 3  | 0  | 3  | 171 | 149 | +22  | 21 | 17 | 2  | 0  | 14  |
| Mogliano        | 6  | 0  | 0  | 6  | 55  | 288 | −233 | 5  | 43 | 0  | 0  | 0   |

### Grupo 3
| Team              | PJ | PG | PE | PP | TF  | TC  | Dif | EF | EC | BO | BD | Pts |
| ----------------- | -- | -- | -- | -- | --- | --- | --- | -- | -- | -- | -- | --- |
| Brive (8)         | 6  | 5  | 1  | 0  | 121 | 74  | +47 | 11 | 6  | 1  | 0  | 23  |
| Newcastle Falcons | 6  | 4  | 0  | 2  | 126 | 69  | +57 | 15 | 5  | 1  | 2  | 19  |
| București Wolves  | 6  | 2  | 0  | 4  | 94  | 105 | −11 | 6  | 7  | 0  | 2  | 10  |
| Calvisano         | 6  | 0  | 1  | 5  | 80  | 173 | −93 | 6  | 20 | 0  | 0  | 2   |

### Grupo 4
| Team             | PJ | PG | PE | PP | TF  | TC  | Dif  | EF | EC | BO | BD | Pts |
| ---------------- | -- | -- | -- | -- | --- | --- | ---- | -- | -- | -- | -- | --- |
| London Wasps (2) | 6  | 6  | 0  | 0  | 285 | 76  | +209 | 38 | 10 | 3  | 0  | 27  |
| Bayonne          | 6  | 3  | 0  | 3  | 219 | 118 | +101 | 28 | 14 | 3  | 0  | 15  |
| Grenoble         | 6  | 2  | 1  | 3  | 118 | 158 | −40  | 17 | 18 | 2  | 0  | 12  |
| Viadana          | 6  | 0  | 1  | 5  | 86  | 356 | −270 | 13 | 54 | 0  | 0  | 2   |

### Grupo 5
| Team               | PJ | PG | PE | PP | TF  | TC  | Dif  | EF | EC | BO | BD | Pts |
| ------------------ | -- | -- | -- | -- | --- | --- | ---- | -- | -- | -- | -- | --- |
| Stade Français (3) | 6  | 5  | 0  | 1  | 202 | 75  | +127 | 27 | 6  | 4  | 0  | 24  |
| London Irish       | 6  | 5  | 0  | 1  | 293 | 65  | +228 | 41 | 6  | 4  | 0  | 24  |
| Cavalieri Prato    | 6  | 2  | 0  | 4  | 100 | 198 | −98  | 12 | 28 | 2  | 1  | 11  |
| Lusitanos XV       | 6  | 0  | 0  | 6  | 68  | 325 | −257 | 8  | 48 | 0  | 0  | 0   |

## Fase final

### Cuartos de final
| 3 de abril | Sale Sharks | 14 - 28 | Northampton Saints |  |  |

| 4 de abril | Stade Français | 6 - 29 | Harlequins |  |  |

| 6 de abril | Bath Rugby | 39 - 7 | Brive |  |  |

| 6 de abril | London Wasps | 36 - 24 | Gloucester Rugby |  |  |

### Semifinales
| 25 de abril | Northampton Saints | 18 - 10 | Harlequins |  |  |

| 27 de abril | London Wasps | 18 - 24 | Bath Rugby |  |  |

### Final
| 23 de mayo | Bath Rugby | 16 - 30 | Northampton Saints | Cardiff Arms Park,              |  |
|            |            |         |                    | Asistencia: 12.483 espectadores |  |

| Bandera de Inglaterra      |
| Campeón Northampton Saints |
| Segundo título             |